# Carlo Zampighi
Carlo Zampighi (Forlì, 1927 – Galeata, 29 gennaio 1997) è stato un tenore lirico italiano.

## Biografia

### Primi anni e formazione
Carlo Zampighi nacque a Forlì nel 1927. Fu un sacerdote locale che scoprì la voce del giovane Carlo Zampighi e lo incoraggiò a prendere lezioni di canto. Studiò canto prima a Forlì con Tecla Baldoni, maestra di musica, pianoforte e canto, in seguito con Giuliana Godoli-Focaccia, poi a Roma con la marchesa Anna-Maria Cavalli-Foschi. Si recò infine a Firenze per una formazione più approfondita presso la scuola del Teatro Comunale. Il suo canto era improntato all'elegante stile "alla Tito Schipa", a cui Zampighi aggiunse un tocco personale di freschezza giovanile.

### Carriera
Nel 1951 Magda Olivero organizzò per Zampighi un provino con il noto impresario Carlo Alberto Cappelli, nell'intervallo di una rappresentazione al Teatro Duse di Bologna. Cappelli, che era rimasto impressionato dalla sua voce, fece portare un pianoforte sul palco dopo la fine dell'opera e fece cantare a Zampighi, per la prima volta davanti a un pubblico, tre arie: È la solita storia del pastore dal L'Arlesiana, Una furtiva lagrima da L'elisir d'amore e Mi par d'udir ancor da I pescatori di perle. Fu un tale successo che Cappelli lo mandò a Milano da Lamberto Bergamini, che doveva studiare L'Amico Fritz con lui.
In quel ruolo Zampighi debuttò lo stesso anno a Genova al Teatro Augusto. Fu la conferma per Cappelli che il "suo" tenore riusciva bene anche in teatro e immediatamente gli fece firmare un contratto esclusivo di 5 anni, poi prorogato a 15. In quel periodo si esibì con successo nei maggiori teatri italiani e anche in molti teatri di provincia. All'estero apparve al Cairo, Alessandria, Zurigo, Madrid, Bilbao, Siviglia, Oviedo, al Liceu di Barcellona, alla Monnaie di Bruxelles, alla Staatsoper di Berlino, agli Champs-Élysées di Parigi, allo Stoll Theatre di Londra.; .
Ogni anno dal 1956 al 1959 fece tournée in Sudamerica: al Colon di Buenos Aires (Colón), La Plata, Montevideo, San Paolo, Rio de Janeiro. Negli Stati Uniti cantò a New York, Dallas (Il Barbiere con Maria Callas), New Orleans, Cincinnati e Detroit. Dopo la fine del contratto con Cappelli nel 1966, rallentò notevolmente l'attività per lavorare nella direzione del Teatro Comunale di Bologna, ma continuò comunque anche a cantare per tutti gli anni '70, più all'estero che in Italia, in recital di arie piuttosto che in recite operistiche.

### Repertorio
Il repertorio non fu vasto ma scelto con cura e la carriera piuttosto breve. Fu apprezzato interprete di ruoli lirico-leggeri ne La sonnambula, I pescatori di perle, L'elisir d'amore e, nel genere buffo, in Don Pasquale e Il barbiere di Siviglia, ma spaziò oltre i limiti di un repertorio essenzialmente belcantistico, per imporsi anche in alcuni dei più impegnativi capolavori del repertorio romantico e verista. Affrontò Il maestro di musica,Lo frate 'nnamorato, La donna del lago (Uberto), Lucia di Lammermoor (Edgardo), Rigoletto, La traviata, Falstaff, L'amico Fritz, Manon, Werther, Gianni Schicchi, Madama Butterfly, La guerra, Il giro di vite, Giuliano de' Medici. Morì a Galeata il 29 gennaio 1997.